# Good & Evil (album)
Good & Evil  è il secondo album in studio della rock band Americana Tally Hall, pubblicato il 21 Giugno 2011 da Quack! Media. Nonostante dovesse originariamente venire pubblicato sotto la Atlantic Records, l'album ha finito con l'essere pubblicato sotto la loro etichetta originale. Da allora è stato ripubblicato su vinile, CD e cassetta dalla Needlejuice Records.
L'album ha ricevuto recensioni miste, con alcuni che lo trovavano più "maturo" del suo predecessore, nonostante non sia al livello dell'album di debutto della band.

## Produzione
Nell'Aprile del 2009, la band ha postato un evento programmato sulla sua pagina Facebook intitolato "Tally Hall May Tour", con il sottotitolo  "The Last Pre-Recording Hurrah" in cui si diceva che, dopo una serie di spettacoli in maggio, il gruppo avrebbe cominciato a registrare il secondo album.
Il 19 Ottobre 2009, i Tally Hall hanno iniziato la pre-produzione dell'album. Il 26 Ottobre 2009 è stato il primo giorno ufficiale di registrazione al The Sunset Sound Factory, con il produttore nominato ai Grammy Tony Hoffer e l'ingegnere Todd Burke. Per mezzo dell'account Twitter di Ross Federman, è stato rivelato che stavano registrando 16 tracce; tuttavia, l'album ha finito per l'averne 14.
Il 26 Novembre 2009 (giorno del ringraziamento), la band ha annunciato via Twitter che aveva completato la registrazione: restava un giorno per prepararsi per il tour con Rooney e Crash Kings.
Il 2 Maggio 2011 la band ha diffuso il primo singolo tratto dall'album, "You & Me", sul webzine musicale Consequence of Sound. Il giorno seguente, il singolo è stato ufficialmente pubblicato su iTunes.
Il 20 Giugno 2011 la band ha pubblicato "&" sul suo canale YouTube.
L'album è attualmente disponibile sul sito web ufficiale della band, come sugli altri servizi online: iTunes, Amazon e Napster. È stato anche pubblicato su CD, vinile, cassetta, minidisc, e come musica digitale.

## Tracce
Testi e musiche di Rob Cantor, Joe Hawley, Andrew Horowitz, e Zubin Sedghi.
1. Never Meant to Know – 3:40 (Cantor) – Cantor
2. & – 3:14 (Hawley) – Hawley
3. You & Me – 2:52 (Cantor) – Cantor
4. Cannibal – 3:28 (Sedghi) – Sedghi
5. Who You Are – 3:40 (Cantor) – Cantor
6. Sacred Beast – 2:22 (Hawley) – Hawley, Cantor, Sedghi
7. Hymn for a Scarecrow – 4:50 (Hawley) – Hawley
8. A Lady – 1:05 (Hawley) – Hawley
9. The Trap – 4:31 (Sedghi) – Sedghi
10. Turn the Lights Off – 2:56 (Hawley) – Hawley, Cantor, Sedghi
11. Misery Fell – 3:34 (Horowitz) – Sedghi
12. Out in the Twilight – 2:51 (Cantor) – Cantor
13. You – 2:57 (Horowitz) – Horowitz
14. Fate of the Stars – 6:50 (Horowitz) – Hawley, Cantor, Sedghi, Horowitz

Durata totale: 48:50
1. Light & Night (traccia bonus del Pregap) – 4:19 (Cantor, Federman, Horowitz, Sedghi) – Cantor, Nellie McKay

Durata totale: 4:19

## Formazione

### Tally Hall
- Rob Cantor - chitarra, voce, composizione
- Joe Hawley - chitarra, voce, percussioni, composizione
- Zubin Sedghi - basso, voce, composizione
- Andrew Horowitz - tastiere, voce, composizione
- Ross Federman - batteria, percussioni, voce di sfondo in Hymn for a Scarecrow e Turn the Lights Off, co-composizione di Light & Night

### Musicisti addizionali
- Bora Karaca - fischi in "Hymn for a Scarecrow", voce di sfondo in "Turn the Lights Off"
- Nellie McKay - co-voce principale in "Light & Night"

### Personale tecnico
- Tony Hoffer - produzione e mixer
- Todd Burke - registrazione
- Wren Rider - studio tech
- Dave Cooley - masterizzazione
- Joe Hawley - direzione tecnica & design